# ITF Zhuhai
Das ITF Zhuhai (offiziell: Zhuhai Open) ist ein Tennisturnier der ITF Women’s World Tennis Tour, das in Zhuhai, auf Hartplatz ausgetragen wird.

## Siegerliste

### Einzel
| Jahr                   | Siegerin                                | Finalgegnerin                           | Ergebnis                                |                                         |
| ---------------------- | --------------------------------------- | --------------------------------------- | --------------------------------------- | --------------------------------------- |
| ↓ Kategorie: $50.000 ↓ |                                         |                                         |                                         |                                         |
| 2015                   | Chang Kai-chen                          | Zhang Yuxuan                            | 4:6, 6:1, 7:60                          |                                         |
| 2016                   | Wolha Hawarzowa                         | İpek Soylu                              | 6:1, 6:2                                |                                         |
| ↓ Kategorie: $50.000 ↓ |                                         |                                         |                                         |                                         |
| 2017                   | Denisa Allertová                        | Zheng Saisai                            | 6:3, 2:6, 6:4                           |                                         |
| 2018                   | Maryna Zanevska                         | Marta Kostjuk                           | 6:2, 6:4                                |                                         |
| ↓ Kategorie: $15.000 ↓ |                                         |                                         |                                         |                                         |
| 2020                   | Aufgrund der COVID-19-Pandemie abgesagt | Aufgrund der COVID-19-Pandemie abgesagt | Aufgrund der COVID-19-Pandemie abgesagt | Aufgrund der COVID-19-Pandemie abgesagt |

### Doppel
| Jahr                   | Siegerinnen                             | Finalgegnerinnen                        | Ergebnis                                |                                         |
| ---------------------- | --------------------------------------- | --------------------------------------- | --------------------------------------- | --------------------------------------- |
| ↓ Kategorie: $50.000 ↓ |                                         |                                         |                                         |                                         |
| 2015                   | Xu Shilin You Xiaodi                    | Irina Chromatschowa Emily Webley-Smith  | 3:6, 6:2, [10:4]                        |                                         |
| 2016                   | Ankita Raina Emily Webley-Smith         | Guo Hanyu Jiang Xinyu                   | 6:4, 6:4                                |                                         |
| ↓ Kategorie: $60.000 ↓ |                                         |                                         |                                         |                                         |
| 2017                   | Lesley Kerkhove Lidsija Marosawa        | Ljudmyla Kitschenok Nadija Kitschenok   | 6:4, 6:2                                |                                         |
| 2018                   | Anna Blinkowa Lesley Kerkhove           | Nao Hibino Danka Kovinić                | 7:5, 6:4                                |                                         |
| ↓ Kategorie: $15.000 ↓ |                                         |                                         |                                         |                                         |
| 2020                   | Aufgrund der COVID-19-Pandemie abgesagt | Aufgrund der COVID-19-Pandemie abgesagt | Aufgrund der COVID-19-Pandemie abgesagt | Aufgrund der COVID-19-Pandemie abgesagt |

## Quelle
- ITF Homepage